# Catharina Ziekenhuis

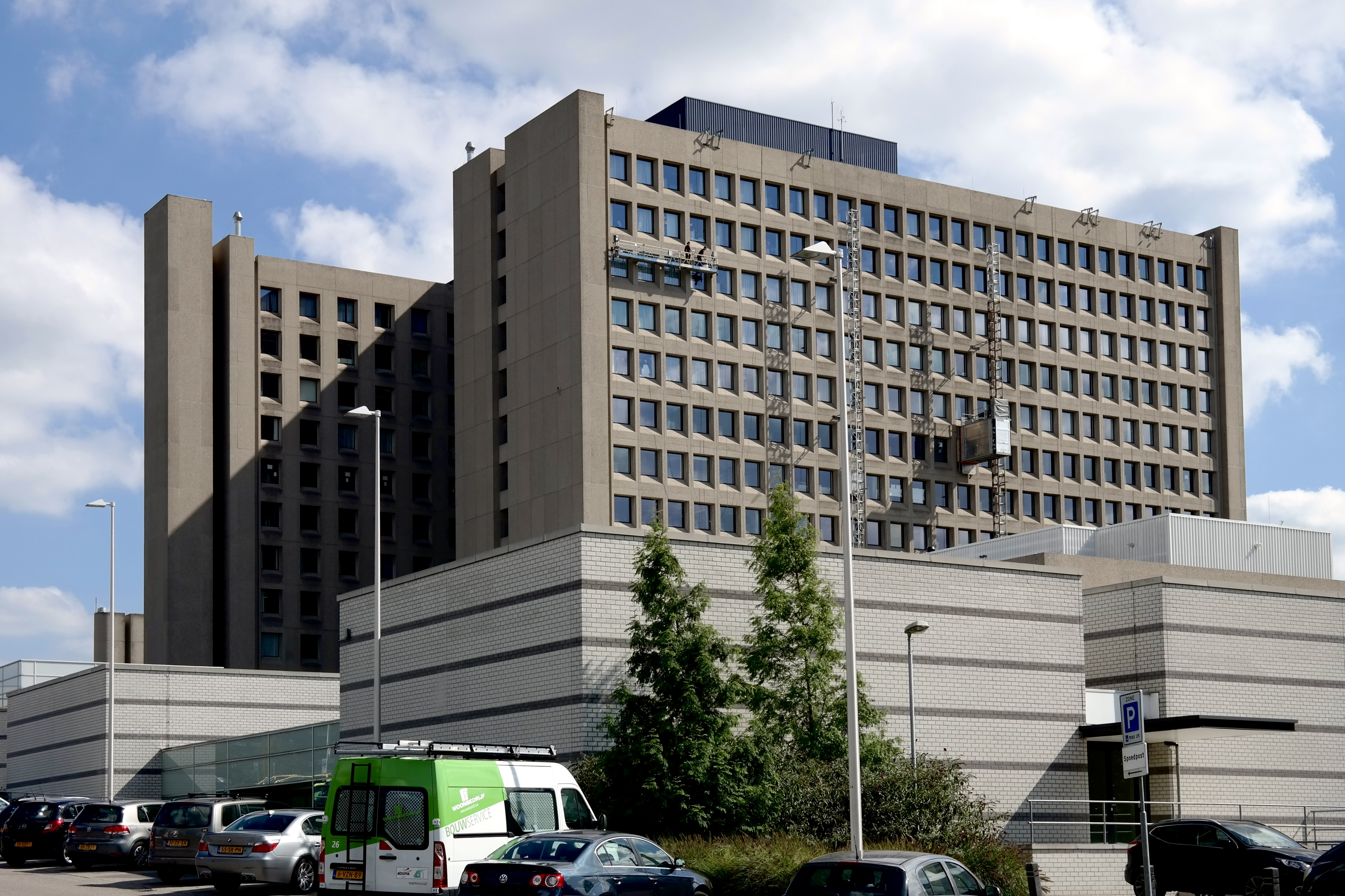
Catharina Ziekenhuis in 2016

Het Catharina Ziekenhuis is het grootste topklinische ziekenhuis van Eindhoven. Het is gevestigd aan de Michelangelolaan in Woensel. Het Catharina Ziekenhuis is een topklinisch en topreferent opleidingsziekenhuis. Vanwege het ontbreken van een academisch ziekenhuis op korte rijafstand levert het hooggespecialiseerde zorg van academisch niveau. Bovenregionale speerpunten zijn oncologie (met het Catharina Kanker Instituut, waarin een radiotherapieafdeling) en hart- en vaatziekten (met het grootste hart- en vaatcentrum van Nederland). 
Het is een van de acht niet-universitaire ziekenhuizen die bevoegd zijn voor openhartchirurgie. Als opleidingscentrum voor artsen en verpleegkundigen heeft het nauwe banden met het Maastricht Universitair Medisch Centrum Plus (Maastricht UMC+) en met de Technische Universiteit Eindhoven. Als een gevolg van deze samenwerking zijn 19 hoogleraren in het ziekenhuis werkzaam, onder anderen Lukas Dekker, Volkher Scharnhorst, Ignace de Hingh, bestuursvoorzitter Nardo van der Meer, Huib van Vliet, Misha Luyer en Pim Tonino.
Het Catharina Ziekenhuis is tevens lid van Santeon, een samenwerkingsverband van zeven grote topklinische ziekenhuizen in Nederland, gericht op kwaliteitsverbetering en innovatie.

## Geschiedenis
In 1843 kwam, op verzoek van het parochiebestuur van de Catharinaparochie in Eindhoven, een zevental religieuzen van de congregatie van de Zusters van Liefde vanuit Tilburg naar Eindhoven om er ziekenzorg op te zetten. Dit groeide in de loop der jaren uit tot het Rooms Katholieke Binnenziekenhuis. Jarenlang was dit gevestigd aan de Vestdijk, in de binnenstad, op de plaats waar zich nu de Heuvel Galerie bevindt.
Begin jaren 1960 was dit ziekenhuis verouderd en te klein. Zomer 1968 werd begonnen aan de voorbereidingen voor nieuwbouw aan de Michelangelolaan in Woensel. Het gebouw werd in de zomer van 1973 opgeleverd. In dezelfde periode was het ziekenhuis negatief in het nieuws door onenigheid binnen de afdeling thoraxchirurgie over het functioneren van een der hartchirurgen. De verhuizing naar de nieuwbouw is aangegrepen om de naam te wijzigen, waarbij men koos voor de naam Catharina Ziekenhuis.

## Naam
Het ziekenhuis is genoemd naar de heilige Catharina van Alexandrië, naamgeefster van de Catharinakerk vanwaaruit het initiatief tot oprichting van het ziekenhuis kwam. In de rooms-katholieke traditie geldt Catharina als beschermheilige van ziekenhuizen.

## Renovatie
Vanaf 2010 tot 2018 is het ziekenhuis gerenoveerd en uitgebreid. 
In 2011 werd een nieuwe afdeling voor intensieve zorg in gebruik genomen. Deze afdeling is verdeeld in een Noord-gang met negen eenpersoonskamers en een Zuid-gang met zeven kamers met daarin twee bedden. Noord en Zuid kunnen strikt van elkaar worden gescheiden, zodat bij de eventuele uitbraak van een gevaarlijke bacterie de afdeling kan blijven functioneren. In 2011 werd ook het Obesitascentrum geopend, in dit centrum wordt de behandeling van obesitaspatiënten gebundeld. 
In 2016 werd het nieuwe Hart- en Vaatcentrum geopend. Dit twee verdiepingen tellende centrum werd gerealiseerd boven op de nieuw gebouwde entreehal van het Catharina Ziekenhuis. Deze entreehal werd pal voor de voormalige hoofdingang gebouwd.

## Verdere bijzonderheden
Gynaecologisch oncoloog Jurgen Piek toonde in 2004 als eerste in de wereld aan dat afwijkingen die wijzen op voorlopersstadia van kanker bij vrouwen met een erfelijk verhoogd risico op eierstokkanker, niet in de eierstok, maar in de eileiders gevonden worden. Later onderzoek van andere groepen uit de wereld laat hetzelfde zien en geeft aanwijzingen dat ook voor de niet-erfelijke vorm van eierstokkanker, de eileider in minimaal 60 procent van de gevallen de veroorzaker is van eierstokkanker.
Het Catharina Ziekenhuis stond in 2009 aan de basis van een even kleine als belangrijke aanpassing van de dottertechniek. Het leidde wereldwijd tot een ingrijpende daling van het aantal sterfgevallen na een dotterbehandeling. Deze verandering kwam voort uit een internationale studie onder leiding van twee cardiologen van het Catharina Ziekenhuis: Pim Tonino en Nico Pijls. Aan het onderzoek deden duizend hartpatiënten van twintig ziekenhuizen in Europa en de Verenigde Staten mee. De uitkomsten werden door het wereldwijd gerenommeerde medische tijdschrift The New England Journal of Medicine met voorrang gepubliceerd.
Ferdi Akca was in 2022 de eerste hartchirurg in Nederland die voor een bypassoperatie niet het borstbeen opende met een decoupeerzaag. Tijdens zijn training tot hartchirurg zag hij hoe collega’s met succes kijkoperaties inzetten bij het vervangen van een hartklep. Hij raakte ervan overtuigd dat dit ook bij bypassoperaties kon. In 2024 probeert hij deze kennis over te dragen aan collega's uit binnen- en buitenland.
In 2022 ging het Catharina Ziekenhuis van start met het zogeheten Waardegedreven Zorg. Het programma is gebaseerd op Value Based Health Care principes. Het ziekenhuis werkt in dit programma voor een aantal aandoeningen de belangrijkste informatie uit over uitkomsten van zorg, kosten van zorg en informatie over de kwaliteit van het proces van zorgverlening. Er wordt een verbetercyclus ingericht per aandoening. In 2022 werden de eerste 13 aandoeningen geselecteerd, een jaar later werd het uitgebreid naar 20. Deze betreffen voornamelijk cardiologische en oncologische aandoeningen. Ook onder meer geboortezorg en extreme obesitas werden geselecteerd.
Het Amerikaanse nieuwstijdschrift Newsweek zette het Catharina Ziekenhuis in februari 2025 op plaats 236 in het lijstje van World's Best Hospitals 2025. 
In 2023 startte het Catharina Ziekenhuis met een thuismonitoringscentrum. Thuismonitoring is zelf thuis via een app op je mobiel of tablet waarden meten (bijvoorbeeld suikerspiegel of bloeddruk) en invoeren. In het Monitoringcentrum houden gespecialiseerde monitoringverpleegkundigen het herstel via beeldschermen en headsets realtime in de gaten, en adviseren waar nodig. Het voordeel is dat patiënten minder vaak voor routinecontrole naar het ziekenhuis hoeven. Het Monitoringcentrum van het Catharina Ziekenhuis begeleidt bij vele zorgpaden, onder meer COPD, covid, influenza, zwangerschapsdiabetes, hartfalen en herseninfarct.
Het Catharina Ziekenhuis werkt nauw samen met andere zorginstellingen, zoals onder meer ziekenhuis Bernhoven in Uden, Máxima MC in Eindhoven/Veldhoven, het Anna Ziekenhuis in Geldrop en het Traumacentrum Brabant in Tilburg. De hartchirurgen van het Catharina Ziekenhuis staan sinds 2024 de traumachirurgen van het Elisabeth-TweeSteden Ziekenhuis (ETZ) voortaan bij als een patiënt bijvoorbeeld een messteek of schotwond in de hartstreek heeft.
Het Catharina Ziekenhuis heeft ook een onderzoeksfonds, het Catharina Onderzoeksfonds. Dat zet zich in voor de financiering van wetenschappelijk onderzoek in het ziekenhuis. Dat doet het Catharina omdat het vanuit de overheid geen geld krijgt voor het doen van wetenschappelijk onderzoek. Alleen academische ziekenhuizen krijgen dat. Het Catharina Ziekenhuis is een topklinisch ziekenhuis en moet voor onderzoek op zoek naar andere geldstromen. 